# Beniczky Gáspár
Benicei és micsinyei Beniczky Gáspár, Benyiczky (Nagyrákó?, 1674. november 1. előtti napokban – Nagyrákó?, 1734. június 21. előtt röviddel.) II. Rákóczi Ferenc magántitkára.

## Családja
Kiterjedt felvidéki köznemesi család evangélikus ágának sarja, Beniczky Farkas és felsőszúdi Duló Krisztina fia. Fivérei közül Márton nevű bátyja hadbiztos, Mátyás nevű öccse pedig hadi pénztáros volt a kuruc hadseregben. Legifjabb testvére, Farkas, a fejedelem apródjaként szolgált. Unokatestvérei közül Beniczky Gábor kuruc alezredes, Gerhard György pedig szenátor volt.

## Élete
Pályafutását gróf Erdődy Sándor Vas vármegyei főispán szolgálatában kezdte (1704–1705), majd csatlakozott Rákóczihoz. 1707–1712 között a fejedelem bizalmas belső embere, „privatus secretariusa”, azaz magántitkára volt. 1710. március 7-étől a fejedelmi magánbirtokok igazgatására létrehozott Udvari Gazdasági Tanács titkári teendőit is ellátta. 1707–1710 között napról napra a fejedelem oldalánál volt, elkísérte őt a tanácsülésekbe és a táborokba, s 1707. május 24-étől (az ónodi gyűléstől) 1710. február 28-áig részletes naplóban örökítette meg II. Rákóczi Ferenc napjait.
1711 elején ő is Lengyelországba ment, az év őszén Rákóczi kíséretében Danckába költözött. 1712 tavaszán diplomáciai megbízatást kapott: Rákóczi érdekeit kellett volna képviselnie az utóbb elnapolt lengyel országgyűlésben. Miután Rákóczi 1712 őszén Franciaországba hajózott, Beniczky Danckában maradt a Vay Ádám irányítása alatt álló udvar tagjaként. A fejedelmi levéltárat rendezgette, majd miután rokonai és pártfogói (Pálffy Miklós nádor, Csáky Zsigmond és korábbi ura, Erdődy Sándor) révén kegyelmet nyert III. Károly királytól, 1721–1722 körül hazatért.
Lengyelországban nehéz anyagi körülmények között élt, s Mányoki Ádámtól is kölcsönt kapott, amelyet hazatérése után, még az 1730-as évek elején sem tudott rendezni.

## Munkája
Említett naplóját Thaly Kálmán adta ki magyarázó előszóval a hidaskürthi Nagy István gyűjteményében levő eredeti kéziratból a Rákóczi Tár első kötetében. (Pest, 1866. 1–232.)
Modern kiadása: II. Rákóczi Ferenc ezertizenkét napja. Beniczky Gáspár fejedelmi titkár diáriuma 1707. május 24. – 1710. február 28. S. a. r., az előszót és a jegyzeteket írta Bánkúti Imre. Nap Kiadó, Budapest, 2005 (Rákóczi források) ISBN 9639402761